# میله درخت‌کاری

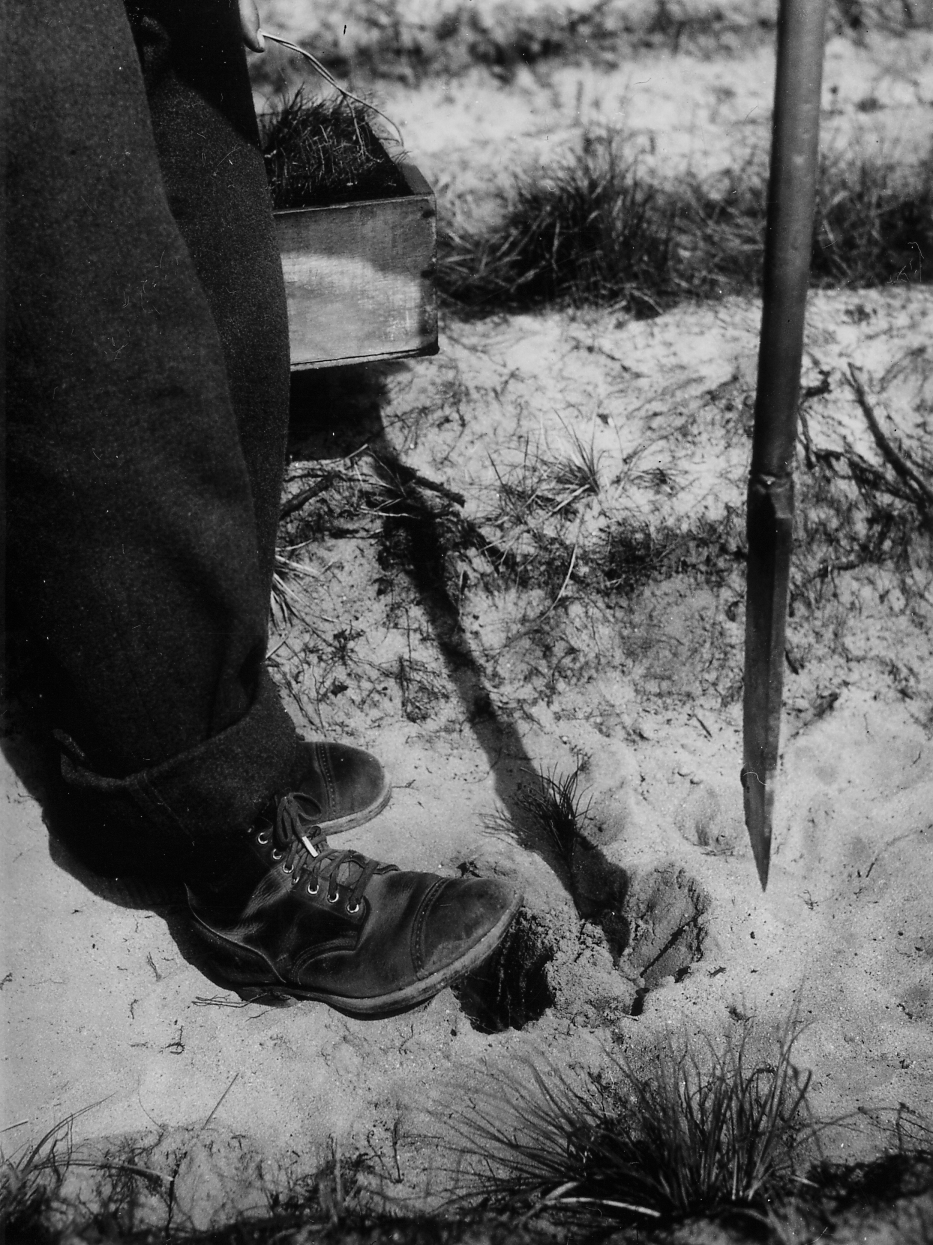
عکس درختکاری با بار کاشت میشیگان - NARA - 2129003

میله درخت‌کاری یا میله کاشت درخت (به انگلیسی: tree planting bar) و نیز میله دیبل (به انگلیسی: dibble bar) ابزاری است که توسط جنگل‌بانان برای کاشت درختان، به‌ویژه در جنگل‌کاری یا بازجنگل‌کاری در مقیاس بزرگ استفاده می‌شود. بسیار ارگونومیک است زیرا سرعت کاشت را بسیار افزایش می‌دهد و از کمردرد جلوگیری می‌کند.
میله‌های درخت‌کاری نوک‌تیز برای خاک‌های سنگی بهتر هستند.